# Benais
Benais ist eine französische Gemeinde mit 948 Einwohnern (Stand 1. Januar 2022) im Département Indre-et-Loire in der Region Centre-Val de Loire; sie gehört zum Arrondissement Chinon und zum Kanton Langeais.

## Bevölkerungsentwicklung
| Jahr      | 1962 | 1968 | 1975 | 1982 | 1990 | 1999 | 2007 | 2017 |
| Einwohner | 833  | 836  | 681  | 712  | 862  | 870  | 873  | 922  |

## Sehenswürdigkeiten
- Kirche Saint-Germain (12. Jahrhundert, Monument historique)
- Schloss Benais (16. Jahrhundert, Monument historique)

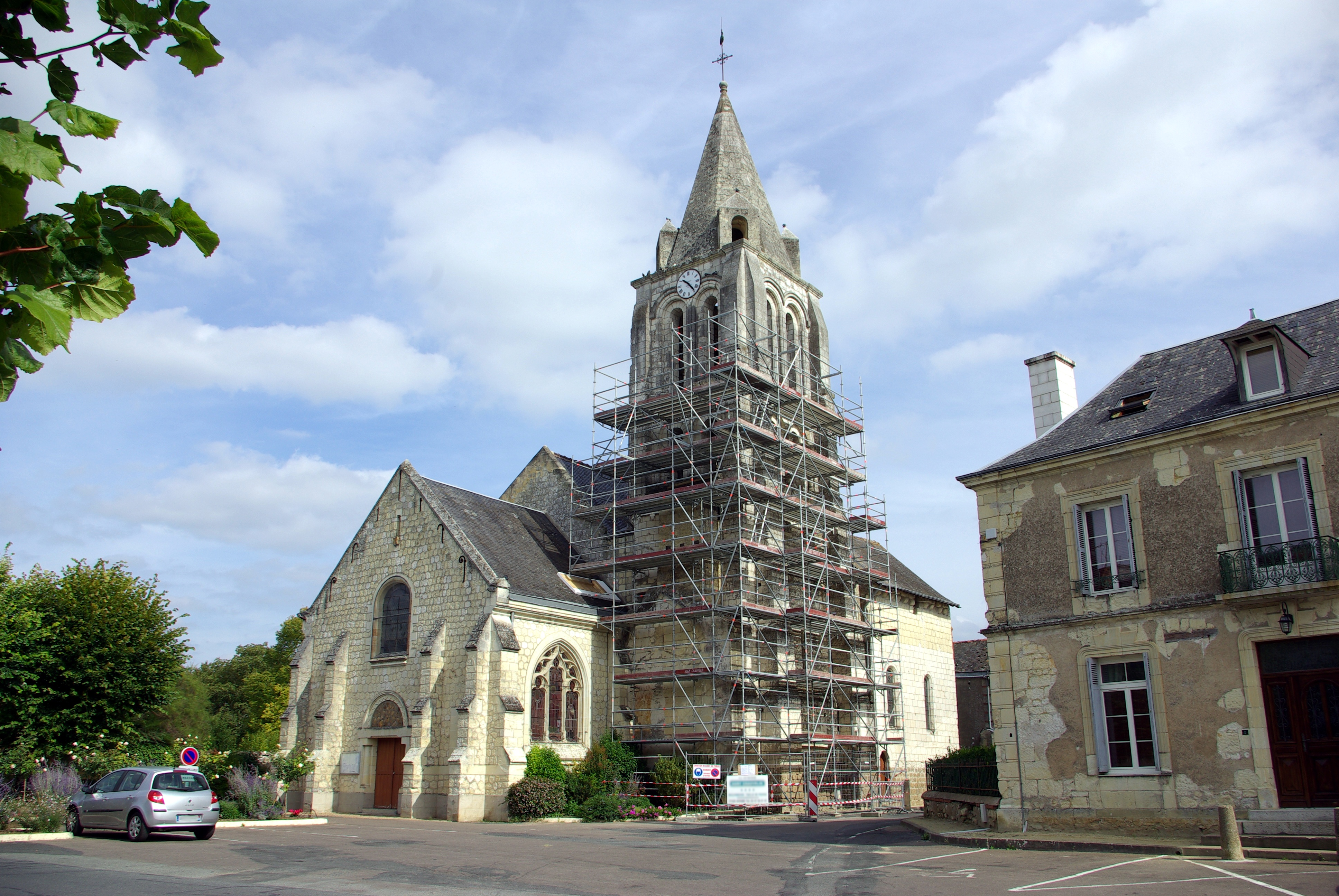
Kirche Saint-Germain
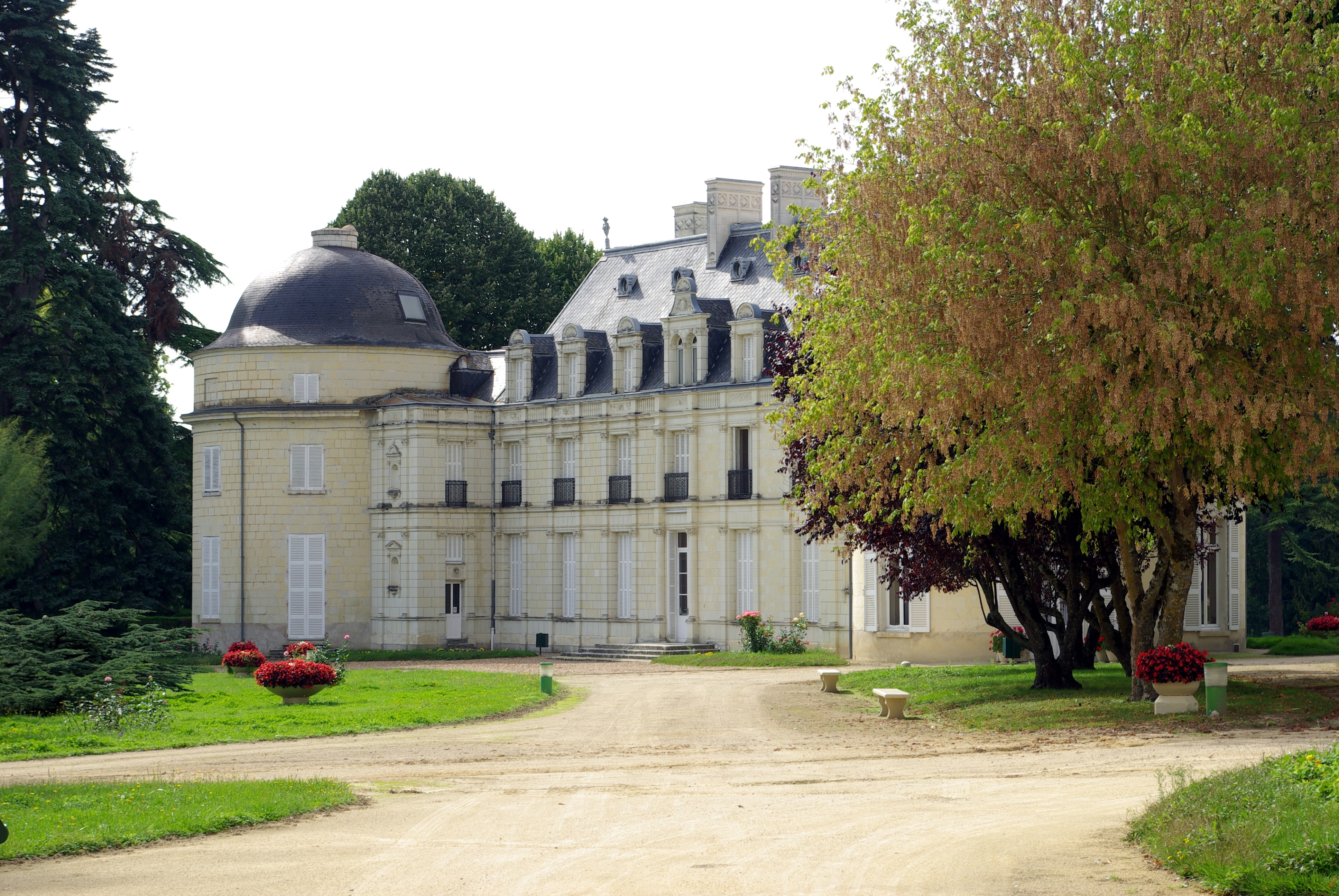
Schloss Benais
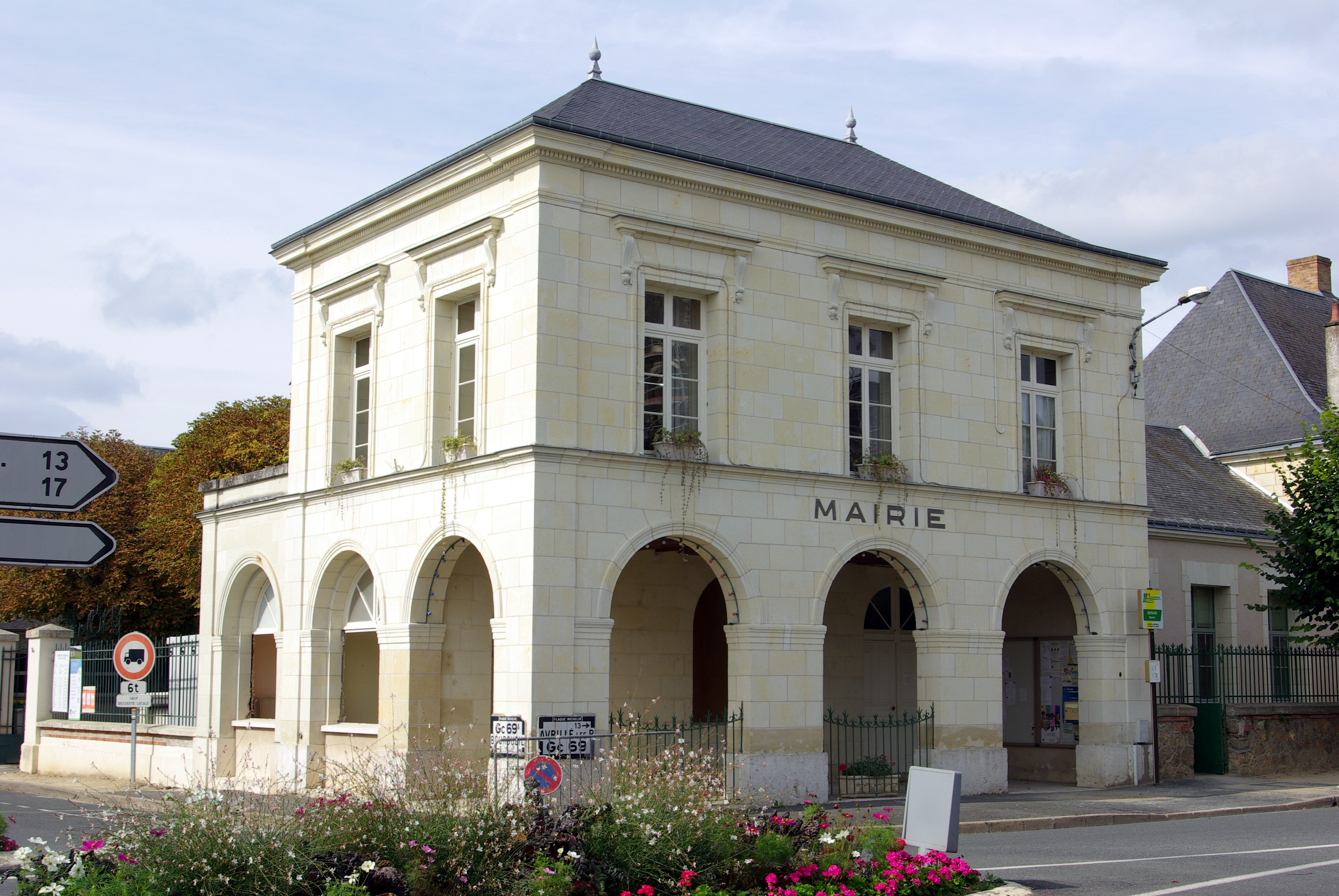
Mairie Benais